# The Midnight Gospel
The Midnight Gospel è una serie animata statunitense creata da Pendleton Ward (già noto per aver ideato la serie Adventure Time nel 2010) e dal comico Duncan Trussell, autore del podcast che l’ha ispirata, The Duncan Trussell Family Hour. È disponibile dal 20 aprile 2020 sul Netflix in tutti i paesi in cui è disponibile tale servizio.

## Trama
Clancy Gilroy, un buffo spacecaster, decide di lasciare le comodità della propria casa per andare a esplorare un multiverso di mondi prossimi alla distruzione, grazie a un simulatore dalla simbolica forma di vagina. Il suo obiettivo inizialmente è il semplice divertimento, ma pian piano che di  viaggio in viaggio acquista consapevolezza, riesce a trovare le risposte alle più importanti domande sulla vita, il significato dei sogni, la psiche, la trascendenza, la meditazione, le esperienze psichedeliche, fino ai valori sociali, politici, spirituali e alla morte. Per raggiungerlo, in ogni sua perlustrazione spaziale Clancy fa la conoscenza di interlocutori sempre diversi, i quali lo aiutano a comprendere meglio il suo mondo e lo scopo dell'umanità intera. 
I dialoghi sono basati su vere interviste avvenute nel podcast The Duncan Trussell Family Hour. Gli episodi in genere terminano con un evento apocalittico dal quale Clancy riesce a malapena a fuggire e a tornare a casa, nel “Cromonastroverso”.

## Episodi
| Stagione       | Episodi | Pubblicazione USA | Pubblicazione Italia |
| -------------- | ------- | ----------------- | -------------------- |
| Prima stagione | 8       | 2020              | 2020                 |

## Promozione
Il teaser ufficiale della serie è stato pubblicato il 16 marzo 2020 mentre, il trailer, il 6 aprile seguente.

## Personaggi

### Personaggi principali
- Clancy Gilroy, voce originale di Duncan Trussell, italiana di Alessio Puccio.

### Personaggi ricorrenti
- madre di Clancy,(Deneen Fendig), voce originale di Deneen Fendig, italiana di Laura Romano

- Simulatore di universo, voce originale di Phil Hendrie.
- Bill Taft, voce originale di Stephen Root.
- Butt Demon, voce originale di Maria Bamford.
- Daniel Hoops, voce originale di Doug Lussenhop, italiana di Davide Albano.
- Chuck Charles, voce originale di Joey Diaz, italiana di Antonino Saccone.
- Steve, voce originale di Joey Diaz, italiana di Michele Mancuso.
- Bobua, voce originale di Christina Pazsitzky.
- Capitan Bryce, voce originale di Steve Little, italiana di Enrico Chirico.
- Cornelius, voce originale di Johnny Pemberton.

## Distribuzione
La serie è stata distribuita dalla piattaforma di streaming online Netflix il 20 aprile 2020, in tutti i paesi in cui è disponibile tale servizio. Ward chiese ai direttori esecutivi di Netlflix di distribuire la serie il 20 aprile, data del compleanno di Trussel e della festa della cannabis (420).

## Accoglienza

### Critica
L'aggregatore di recensioni online Rotten Tomatoes ha assegnato una percentuale di gradimento pari al 92% sulla base di 24 recensioni ed un punteggio medio di 7.98/10.